# Pachybrachis pteromelas
Pachybrachis pteromelas là một loài bọ cánh cứng trong họ Chrysomelidae. Loài này được Graells miêu tả khoa học năm 1858.